# 12566 Derichardson
12566 Derichardson è un asteroide della fascia principale. Scoperto nel 1998, presenta un'orbita caratterizzata da un semiasse maggiore pari a 3,2029214 UA e da un'eccentricità di 0,1036848, inclinata di 5,04019° rispetto all'eclittica.